# Towar to sprawdzony maksymalnie czysty
Towar to sprawdzony maksymalnie czysty – drugi album studyjny polskiej grupy muzycznej Snuz. Wydawnictwo ukazało się 22 maja 2000 roku nakładem wytwórni muzycznej R.R.X.. Pochodzący z płyty utwór „Upalne lato miejskie część 2”dotarł do 19. miejsca Szczecińskiej Listy Przebojów Polskiego Radia.
Pochodzący z albumu utwór pt. „Styl nad style (Gloria)” znalazł się na 84. miejscu listy „120 najważniejszych polskich utworów hip-hopowych” według serwisu T-Mobile Music.

## Lista utworów
Opracowano na podstawie materiału źródłowego.
1. „Intro” – 0:22
2. „Towar to sprawdzony maksymalnie czysty” (produkcja: O$ka) – 4:30
3. „Ja tu wsiadam (Skit)” – 0:18
4. „Szczecin część 1” (produkcja: Emma Cuk, gościnnie: Uqad Sqad) – 4:11
5. „Styl nad style (Gloria)” (produkcja: O$ka) – 4:10
6. „Wiatr w oczy” (produkcja: Tede) – 2:41
7. „Upalne lato miejskie część 2” (produkcja: Emma Cuk, śpiew: Maja Holzman) – 4:52
8. „Czas na zmiany” (produkcja: Seba) – 4:08
9. „1 na 100” (produkcja: DJ 600V) – 3:52
10. „Te same...” (produkcja, scratche: DJ 600V, śpiew: Jola Szczepaniak) – 5:25
11. „Jestdobrze” (gościnnie: Kali) – 3:13
12. „To mnie cieszy” (produkcja: Emma Cuk, śpiew: Maja Holzman) – 5:31
13. „Pragnienia (Skit)” (produkcja: Oreu, słowa.: Oreu) – 1:10
14. „Wiara” (produkcja: Emma Cuk) – 3:36
15. „Lekcja” (Skit)” (produkcja: Emma Cuk, słowa: DJ Twister, fortepian: Rudy) – 3:08
16. „Koniec” (produkcja: Oreu, gościnnie: Oreu) – 4:29
17. „Styl nad style” Electric Rudeboyz Mix (produkcja: Oreu) – 4:01
18. „Szczecin część 2” (produkcja: Emma Cuk, gościnnie: Kali, Oreu, Sek) – 4:58